# Говард Пайл
Говард Пайл (англ. Howard Pyle, *5 березня 1853, Вільямінгтон, Делавер — †9 листопада 1911, Флоренція, Італія) — американський письменник та ілюстратор, найбільш відомий своїми творами для дітей.
У 1894 році він почав викладати ілюстрацію в Інституті мистецтва, науки та промисловості Дрекселя (нині Університет Дрекселя). Серед його учнів були Вайолет Оклі, Максфілд Перріш і Джессі Віллкокс Сміт. Після 1900 року він заснував власну школу мистецтва та ілюстрації під назвою «Школа мистецтва ілюстрації Говарда Пайла». Пізніше вчений Генрі С. Пітц використав термін «Школа Брендівайн» для художників-ілюстраторів і художників родини Вайєт з регіону Брендівайн, деякі з яких навчалися у Пайла. Він мав тривалий вплив на низку митців, які самі по собі стали відомими; N. C. Wyeth, Frank Schoonover, Thornton Oakley, Allen Tupper True, Stanley Arthurs та багато інших навчалися у нього.
Його класична публікація 1883 року «Веселі пригоди Робін Гуда» досі друкується, а інші його книги часто мають середньовічну європейську обстановку, включаючи чотиритомник про короля Артура. Він також добре відомий своїми ілюстраціями піратів, і йому приписують створення того, що стало сучасним стереотипом одягу піратів. Він опублікував свій перший роман "Отто срібна рука" ("Otto of the Silver Hand") у 1888 році. Він також ілюстрував історичні та пригодницькі історії для періодичних видань, таких як Harper's Magazine та St. Nicholas Magazine. Його роман «Залізні люди» був екранізований як фільм «Чорний щит Фолворта» (1954).
У 1910 році Пайл поїхав до Флоренції, Італія, щоб вивчати фресковий живопис. Він помер там у 1911 році від раптової ниркової інфекції.

## Життєпис
Пайл народився у Вілмінгтоні, штат Делавер, у сім'ї Вільяма Пайла та Маргарет Черчмен Пейнтер. У дитинстві він відвідував приватні школи змалечку цікавився малюванням і письмом. Він був посереднім студентом, але батьки заохочували його вивчати мистецтво, особливо мати. Він навчався протягом трьох років у студії Ф. А. Ван дер Вілена у Філадельфії, і це було його основною мистецькою освітою, окрім кількох уроків отриманих у Лізі студентів мистецтв Нью-Йорк..
У 1876 році він відвідав острів Чінкотік біля Вірджинії і був надхненний побаченим. Він написав та проілюстрував статтю про острів і подав її до Scribner's Monthly. Одним із власників журналу був Розуелл Сміт, який заохочував його переїхати до Нью-Йорка та професійно зайнятися ілюстрацією. Спочатку Пайл мав труднощі в Нью-Йорку; через відсутність професійного досвіду йому було важко втілити свої ідеї у форму для публікації. Проте його заохочували кілька працюючих художників, у тому числі Едвін Остін Аббі, А. Б. Фрост і Фредерік С. Черч.
Нарешті він опублікував розворот на двох сторінках у номері Harper's Weekly від 9 березня 1878 року, і йому заплатили 75 доларів — у п'ять разів більше, ніж він очікував. Він ставав все більш успішним і став відомим художником до того часу, коли повернувся до Вілмінгтона в 1880 році. Пайл продовжував ілюструвати для журналів. Він також працював над кількома книгами, зокрема з історії Америки. Він написав та проілюстрував власні оповідання, починаючи з «Веселих пригод Робін Гуда» 1883 року. Ця книга привернула міжнародну увагу таких поціновувачів, як Вільям Морріс. Протягом наступних десятиліть він опублікував ще багато ілюстрованих творів для дітей, чимало з них друкуються й сьогодні.
Пайл одружився зі співачкою Енн Пул 12 квітня 1881 року. У пари було семеро дітей. У 1889 році він з дружиною відплив на Ямайку, залишивши дітей на піклування рідні. Коли вони були за океаном, несподівано помер їхній син Селлерс. Ця втрата, ймовірно, надихнула його дитячу книгу «Сад за місяцем», яка розповідає про смерть і має присвяту: «Маленькому хлопчику в місячному саду цю книгу присвятив його батько».
З 1894 по 1900 рік він викладав ілюстрацію в Інституті Дрекселя. У 1900 році створив власну школу у Вілмінгтоні, де поглиблено навчав невелику кількість студентів. У 1903 році Пайл написав свої перші фрески для Художнього музею Делавера. У 1906 році він серйозніше зайнявся настінним живописом і створив стінопис «Битва під Нешвіллом» у Сент-Полі, а також дві інші стінописи для будинків суду в штаті Нью-Джерсі.
Пайл розробив власні ідеї для ілюстрації піратського вбрання, оскільки існувало небагато прикладів автентичного піратського одягу, а малюнків збереглося небагато, якщо взагалі були. Він створив яскравий стиль, в якому були використані елементи циганського вбрання. Його роботи вплинули на дизайн костюмів для кінопіратів від Еррола Флінна до Джонні Деппа. Однак ці костюми були б надзвичайно непрактичними для справжніх моряків.
У 1910 році Пайл і його сім'я вирушили до Італії, де він планував вивчати твори старих майстрів. Через слабке здоров'я він відчував пригніченість і втрату сил. Після одного року перебування в країні він переніс інфекцію нирок і помер у Флоренції у віці 58 років.

## Основні твори
Пайл написав та проілюстрував низку книг, на додаток до численних ілюстрацій, зроблених для Harper's Weekly, інших періодичних видань та різноманітних художніх творів для дітей та молоді.

### Веселі пригоди Робін Гуда
У цьому творі Пайл синтезував багато традиційних легенд і балад про Робін Гуда, пом’якшивши їх, щоб зробити їх зрозумілими для дітей. Наприклад, він видозмінив баладу кінця 17-го століття «Подорож Робін Гуда до Ноттінгема», змінивши її з того, що Робін убив чотирнадцять лісників за те, що не витримав парі, на Робін, який захищався від замаху на його життя з боку одного з лісників. Пайл змушує Робіна вбити лише двох чоловіків: один стріляє в нього першим, коли він був молодим, інший — ненависний вбивця на ім’я Гай з Гізборна, якого шериф послав, щоб убити його. Змінено казки, у яких Робін викрадає все, що ніс мандрівник, який потрапив у засідку, наприклад «Робін Гуд і єпископ Герефордський», так що жертва залишає третину, а іншу третину присвячує бідним.
Пайл не дуже піклувався про історичну точність, але він перейменував королеву в історії «Робін Гуд і королева Катерина» на Елеонор (Аквітанська). Це зробило її історично сумісною з королем Річардом Левине Серце, з яким Робін зрештою укладає мир.
Багато казок у книзі про Робін Гуда датуються пізнім Середньовіччям. Досягненням Пайла було об’єднати їх в єдину історію, яку він також проілюстрував. Наприклад, він включив «Робін Гуд і чернець» в порядок розповіді, щоб знову представити ченця Тука. Йому потрібен був кооперативний священик для весілля розбійника Аллана Дейла з його коханою Еллен. В оригінальному «A Gest of Robyn Hode» врятовано життя анонімного борця, який виграв поєдинок, але ймовірно був убитий, тому що був незнайомцем. Пайл адаптував його і дав борцеві особу Девіда з Донкастера, одного з банди Робіна в історії «Робін Гуд і Золота стріла». У своїй новелістичній обробці оповідань він таким чином розвинув кількох персонажів, які згадувалися лише в одній баладі, наприклад, Девіда з Донкастера чи Артура Бленда.

### Залізні люди
«Залізні люди» — це роман 1891 року про сквайра Майлза Фолворта, який сподівається стати лицарем, відкупивши таким чином честь своєї родини. Його батько був помилково причетний до змови з метою вбивства короля Генріха IV. Пригодницька історія розповідає про Майлза через його інтенсивну підготовку до лицарського звання й закінчується тим, що він стає лицарем і кидає виклик нечестивому лорду Брукхерсту Албану на випробування в бою.
Роман був екранізований у фільмі 1954 року «Чорний щит Фолворта» з Тоні Кертісом і Джанет Лі в головних ролях.

### Інші твори
"Отто срібна рука" про сина барона-розбійника в епоху середньовіччя.
"Відкинутий. Сучасна історія" (1903), в творі розповідається про історію Ісуса так, ніби вона сталася в Америці початку двадцятого століття.
"Чудовий годинник" (1887), збірка з двадцяти чотирьох казок, по одній на кожну годину дня. Перед кожною казкою був химерний вірш, який розповідав про традиційні побутові події того часу. Сестра Говарда Пайла Кетрін написала вірші. Пайл створив казки на основі традиційних європейських народних казок.
"Перець і сіль, або Приправа для молоді", традиційні казки для молодших читачів, які він також проілюстрував.
Після його смерті видавець зібрав кілька його піратських історій та ілюстрацій і опублікував їх як «Книгу піратів» Говарда Пайла у 1921р.

## Схвальне визнання критиків
Пайл користувався широкою повагою за життя і продовжує користуватися шаною багатьох ілюстраторів та художників. Його сучасник Вінсент Ван Гог писав у листі до свого брата Тео, що робота Пайла «вразила мене до онімінням від захоплення».
Репутація Пайла пов’язана з його новаторством у формі та ілюстрації, створенням американської школи ілюстрації та відродженням дитячих книжок. Його ілюстрації яскраві та образні, але не надто фантастичні чи надумані, що надає їм відчуття барвистого реалізму. Літературна критика ХХ століття зазначає:
З часом історична позиція Пайла як засновника виразно американської школи ілюстрації та мистецтва, як новатора, який запровадив підхід тотального дизайну, і як великого винахідника дитячих книжок, затьмарить будь-яку окрему його роботу, так що його запам'ятовують не стільки за один проект, скільки за його загальну позицію.
Говард Пайл безпосередньо вплинув на багатьох пізніше відомих митців. Серед його відомих учнів були Н. С. Вайет, Френк Шуновер, Еленор Ебботт, Етель Франклін Беттс, Анна Уілан Беттс, Харві Данн, Клайд О. Деленд, Філіп Р. Гудвін, Торнтон Оклі, Вайолет Оклі, Еллен Бернард Томпсон Пайл, Олів Раш , Бланш Грант, Етель Ліч, Аллен Таппер Тру, Елізабет Шиппен Грін, Артур Е. Бечер, Вільям Джеймс Ейлворд, Джессі Віллкокс Сміт і Шарлотта Гардінґ. Пайл навчав своїх студентів у власному будинку та в майстерні у Вілмінґтоні. Його майстерня збереглась до сьогодні та  внесена до Національного реєстру історичних місць. Пайл був одним з перших членів клубу джентльменів The Franklin Inn Club у Філадельфії.
За словами Роберта Вітца, Школа мистецтв Говарда Пайла розвинула певний набір тем, що домінують в роботах її представників: увагу до реалізму, вираження оптимізму та віри в доброту Америки.
Пайла пам’ятають насамперед як ілюстратора, але його книги також були проаналізовані на предмет їхніх літературних якостей, зокрема «Веселі пригоди Робін Гуда». Таймі М. Ранта та Джилл П. Мей досліджували їхній вплив на дитячу літературу. Мей пише з феміністичної точки зору. Сьюзен Ф. Бігел вивчала його вплив на Ернеста Гемінґвея. Алетія Гельбіґ переглянула поезію Пайла, котра після його смерті не була так високо оцінена, як це було при його житті.
Малкольм Усрі написав, що "Отто Срібна рука"
має всі ознаки хорошого історичного роману: захоплюючий сюжет, багато конфліктів і правдоподібних персонажів; він використовує мову та діалект, що відповідають місцевості та героям; книга має значущу тему, точно й ненав’язливо представляє деталі повсякденного життя Німеччини тринадцятого століття, роблячи період реальним і живим.

## Галерея

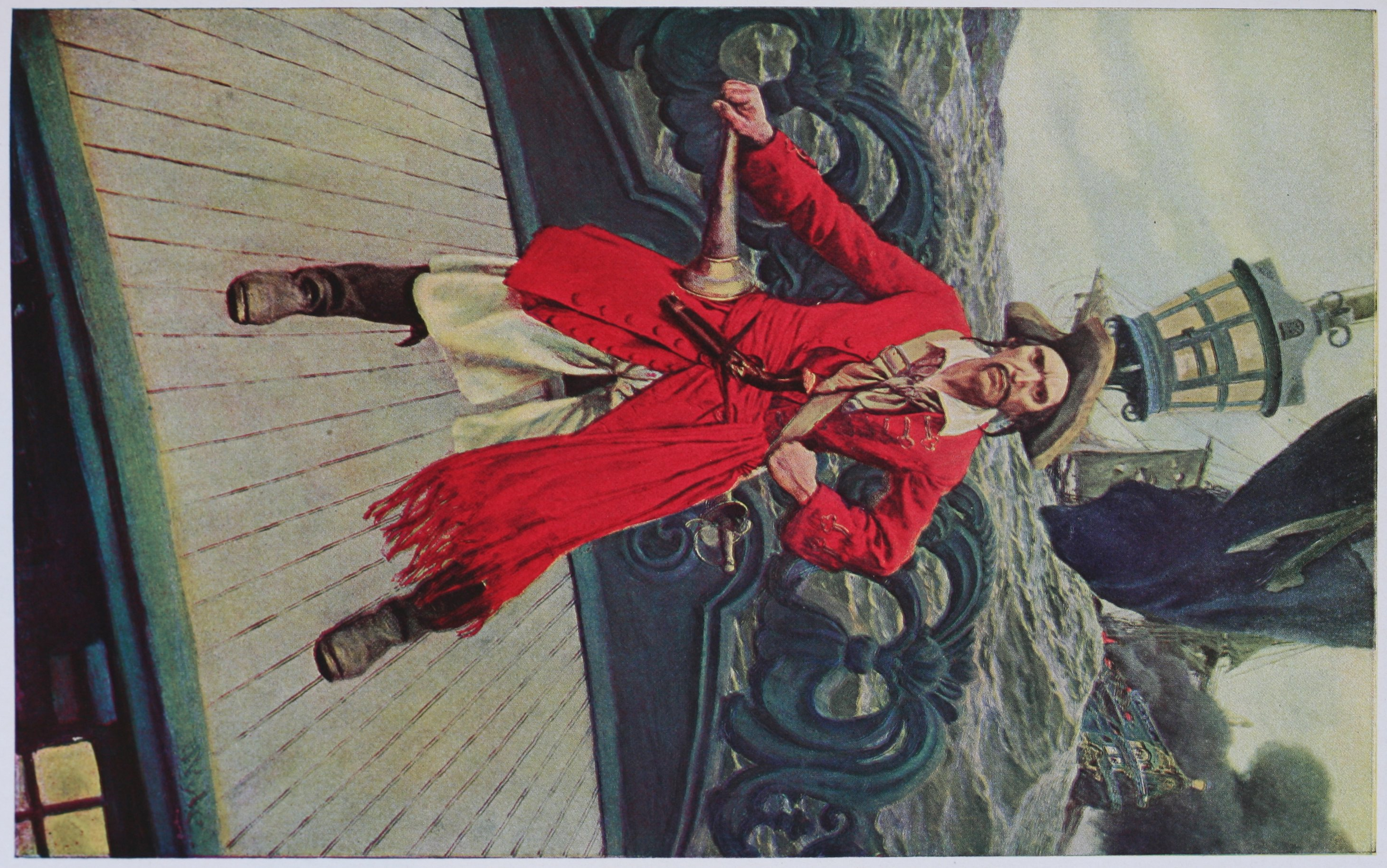
Капітан піратів на палубі
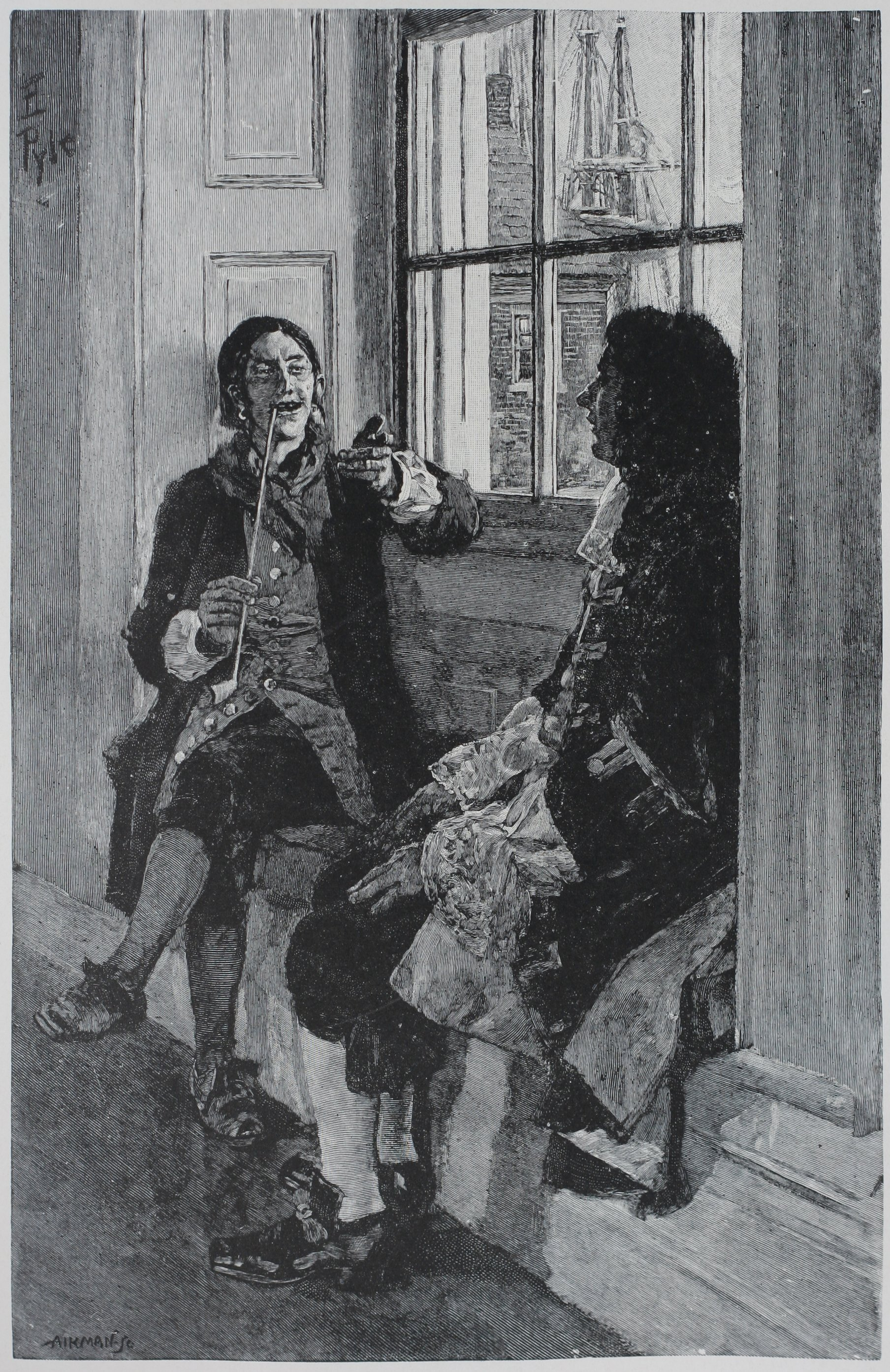
Піратські оповідання
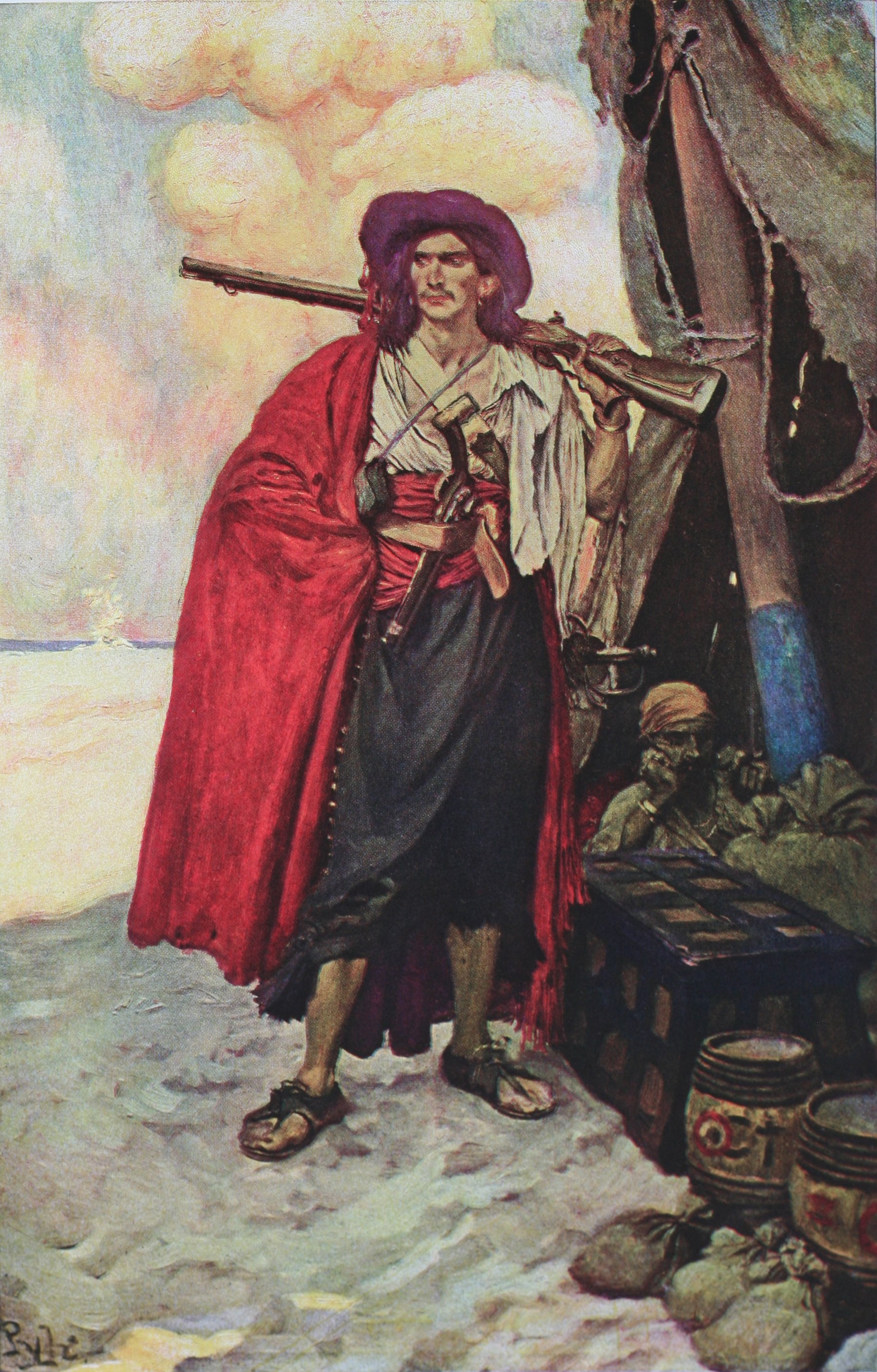
Ілюстрація Говарда Пайла
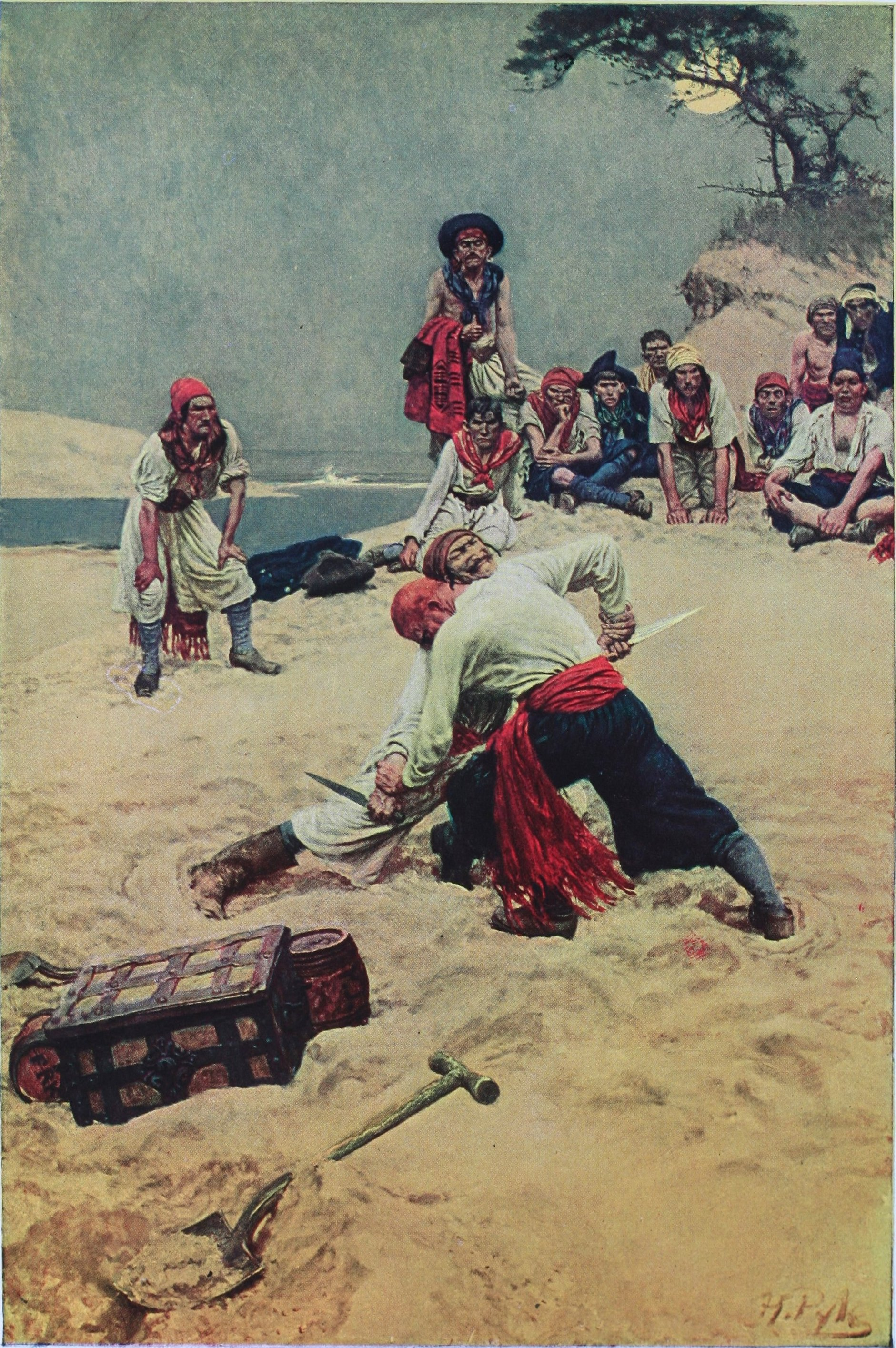
Ілюстрація Говарда Пайла

## Подальші джерела
- Coyle, Heather C. (2011). Howard Pyle: American Master Rediscovered. Wilmington, DE: Delaware Art Museum. ISBN 9780977164431.
- May, Jill P.; Robert E. May; Howard Pyle (2011). Howard Pyle: Imagining an American School of Art. University of Illinois Press. p. 262. ISBN 978-0-252-03626-2.
- Philadelphia Art Alliance (1923). Report of the private view of the exhibition of works by Howard Pyle, at the Art Alliance, Philadelphia, January 22, 1923. Printed for the Philadelphia Art Alliance, Ad-Service Print. Co. OCLC 34340261